# Национальный музей Алеппо
Национальный музей Алеппо (араб. امتحف حلب الوطني‎) — музей в центре Алеппо, Сирия.

## История
Музей создан в здании дворца времён Османской империи в 1931 году. Со временем экспозиция увеличилась настолько, что стала не вмещаться в старое здание, и в 1966 старое здание снесли, а на его месте выстроили современное двухэтажное здание. В результате гражданской войны музей оказался под угрозой уничтожения.